# Biosfeerreservaat Uvs Nuurbekken
Biosfeerreservaat Uvs Nuurbekken of Biosfeerreservaat Oebsoenoerskaja Kotlovina (Russisch: Государственный природный биосферный заповедник «Убсунурская Котловина») is een strikt natuurreservaat gelegen in de Russische autonome republiek Toeva. De oprichting als zapovednik vond plaats op 24 januari 1993 en heeft na een uitbreiding in 2000 een oppervlakte van 3.231,984 km². Vervolgens werd het gebied in 1997 aan de lijst van biosfeerreservaten toegevoegd onder het Mens- en Biosfeerprogramma (MAB) van UNESCO. Hierdoor wordt de eeuwenoude, traditionele manier van leven van de lokale bevolking garant gesteld en blijft het ecologisch evenwicht behouden. Er vindt momenteel alleen nog nomadische veeteelt plaats. Overige exploitatie van natuurlijke hulpbronnen is bij wet verboden. In 2003 werd het biosfeerreservaat toegevoegd aan de werelderfgoedinschrijving «Uvs Nuurbekken».

## Deelgebieden
Biosfeerreservaat Uvs Nuurbekken bestaat uit negen deelgebieden verspreid door de autonome republiek Toeva. Het reservaat herbergt een groot aantal biotopen en heeft een zeer hoge biodiversiteit:
- Aryskannyg (Арысканныг) - Heeft een oppervlakte van 150 km². Aryskannyg is een zuidelijke uitloper van het Tannoe-Olagebergte en herbergt ook een van de meest zuidelijk gelegen boreale bossen van Siberië.
- Chan-Deer (Хан-Дээр) - Heeft een oppervlakte van 1.129,174 km². Chan-Deer ligt op een zuidelijke uitloper van de Westelijke Sajan. Een deel van het gebied grenst aan Biosfeerreservaat Sajano-Sjoesjenski. Chan-Deer vormt een toevluchtsoord voor de zeldzame sneeuwpanter (Panthera uncia), Siberische steenbok (Capra sibirica) en rendier (Rangifer tarandus valentinae).
- Jamaalyg (Ямаалыг) - Heeft een oppervlakte van 8 km². Jamaalyg is een bergsteppegebied met een maximale hoogte van 1.321 meter.
- Kara-Chol (Кара-Холь) - Heeft een oppervlakte van 1.224,51 km². Het gebied ligt in het noordwesten van de autonome republiek Toeva en grenst aan Biosfeerreservaat Altajski van de republiek Altaj en Zapovednik Chakasski van de republiek Chakassië. Het is een bergachtig gebied dat een belangrijk refugium is voor de sneeuwpanter.
- Mongoen-Tajga (Монгун-Тайга) - Heeft een oppervlakte van 158,9 km². De Mongoen-Tajga bereikt een hoogte van 3.976 meter en is daarmee het hoogst gelegen gebied van Oost-Siberië. Mongoen-Tajga bestaat uit een combinatie van gebieden die eeuwig besneeuwd zijn, gletsjers, stuwwallen, bergtoendra en sprankelende bergbeken en bergrivieren. Het gebied is een belangrijk leefgebied voor zeldzame dieren als sneeuwpanter en argali (Ovis ammon).
- Oelar (Улар) - Heeft een oppervlakte van 180 km². Het gebied ligt op de bergkammen Sangilen en Choroemnoeg-Tajga. In deelgebied Oelar bevinden zich een van de meest zuidelijk gelegen uitlopers van de Siberische boreale taiga.
- Oroekoe-Sjynaa (Оруку-Шынаа) - Heeft een oppervlakte van 287,5 km². Het deelgebied ligt aan de uiterwaarden van de gelijknamige rivier Oroekoe-Sjynaa. Oroekoe-Sjynaa is aangewezen als een gebied dat van internationaal belang is voor vogels (IBA).
- Uvs Nuur of Oebsoe-Noer (Убсу-Нур) - Heeft een oppervlakte van 44,9 km². Het deelgebied Uvs Nuur ligt op de noordelijke oevers van het zoutwatermeer Uvs Nuur, gelegen op de grens met Mongolië. Uvs Nuur is aangewezen als een gebied dat van internationaal belang is voor vogels (IBA).
- Tsoegeer Els (Цугээр-Элс) - Heeft een oppervlakte van 49 km². Tsoegeer Els bestaat uit zandduinen, rotsen en steppevegetatie. Hier leven diersoorten als langooregel (Hemiechinus auritus) en steppevos (Vulpes corsac).

## Fauna
In Biosfeerreservaat Uvs Nuurbekken zijn maar liefst 83 zoogdieren vastgesteld. Hiertussen bevinden zich vier soorten die extreem zeldzaam zijn in de regio en op de Rode Lijst van de IUCN staan; namelijk de Aziatische wilde hond (Cuon alpinus), sneeuwpanter (Panthera uncia), altai-argali (Ovis ammon ammon) en Mongoolse gazelle (Procapra gutturosa). Nog eens vier soorten staan daarnaast op de rode lijst van bedreigde diersoorten van Rusland. Dit zijn de tarbagan (Marmota sibirica), gevlekte bunzing (Vormela peregusna), manoel (Otocolobus manul) en rendier (Rangifer tarandus valentinae). Overige soorten zijn bijvoorbeeld de sabelmarter (Martes zibellina), Siberische wapiti (Cervus canadensis sibiricus), altaimarmot (Marmota baibacina) en Siberisch muskushert (Moschus moschiferus).
De vogelwereld is eveneens divers, met 351 vastgestelde soorten. Hiertussen bevinden zich zeldzame vogelsoorten als witkopeend (Oxyura leucocephala), kroeskoppelikaan (Pelecanus crispus), lepelaar (Platalea leucorodia), monniksgier (Aegypius monachus), kleine torenvalk (Falco naumanni), monnikskraanvogel (Grus monacha), grote trap (Otis tarda), Aziatische grijze snip (Limnodromus semipalmatus), Mongoolse leeuwerik (Melanocorypha mongolica) en Hodgsons paapje (Saxicola insignis). In de rivieren van de bergachtige clusters leven vissoorten als peledmarene (Coregonus peled) en Siberische vlagzalm (Thymallus arcticus).